# Blackbraes nationalpark
Blackbraes nationalpark är en nationalpark i Australien. Den ligger i delstaten Queensland. Blackbraes nationalpark ligger i genomsnitt 838 meter över havet.
I omgivningarna runt Blackbraes National Park växer huvudsakligen savannskog. Genomsnittlig årsnederbörd är 768 millimeter. Den regnigaste månaden är januari, med i genomsnitt 210 mm nederbörd, och den torraste är augusti, med 4 mm nederbörd.